# Cathédrale Notre-Dame de Créteil
Cette  cathédrale n’est pas la seule cathédrale Notre-Dame.
La cathédrale Notre-Dame de Créteil, dessinée par l'architecte Charles-Gustave Stoskopf, est le siège épiscopal du diocèse de Créteil, érigé en 1966. La cathédrale, localisée à Créteil (Val-de-Marne), est une nouvelle église inaugurée le 18 juin 1976 et devient cathédrale en 1987. Le modeste bâtiment initial a été détruit pour permettre la construction d'un projet plus ambitieux, inauguré le 20 septembre 2015.

## Description
Relativement modeste, par volonté des autorités ecclésiastiques de l'époque, elle se trouve entre le quartier du Montaigut et l’université Paris-XII-Val-de-Marne. Son clocher-campanile est situé sur le parvis. Sa forme, vue de dessus, est celle d’un poisson, signe de reconnaissance des premiers chrétiens.

## Historique

### Création
À l'érection du diocèse, en 1966, l’église Saint-Louis de Choisy-le-Roi, elle-même consacrée au XVIIe siècle a été utilisée comme cathédrale. En 2002, la cathédrale Notre-Dame de Créteil reçoit une dédicace, cérémonie pendant laquelle douze croix furent bénies par l'évêque. Ces croix de consécration sont l'œuvre de l'artiste Catherine Mogenet. Un nouvel autel a été construit par le sculpteur Vincent Guiro.

### Projet Créteil Cathédrale+
Le projet Créteil Cathédrale+ a été annoncé les 19 et 20 juin 2010. Le but de ce projet est de mettre en œuvre le déploiement de la cathédrale de Créteil afin qu'elle devienne un signe visible de l'Église en Val-de-Marne. Cette volonté correspond au désir de l'Église de sortir de la présence ecclésiale discrète demandée par la Pastorale de l'enfouissement.
Le projet architectural vise à rendre la cathédrale plus accueillante, plus lumineuse et plus visible, avec un clocher s’élevant à 25 mètres de hauteur. Architecture-Studio a été choisi pour cette construction de la forme de deux coupoles symbolisant des mains jointes en prière. L'Œuvre des Chantiers du Cardinal a également soutenu financièrement ce projet audacieux.
La cathédrale a été détruite en 2013 pour permettre sa reconstruction et son agrandissement. La fin du chantier prévue pour le premier semestre de l'année 2015 a été annoncée lors de l'été et l'édifice ouvert aux visiteurs.
Concernant les travaux, une coque en bois qui a nécessité dix mois de travaux a été posée symbolisant deux mains en prière. L'ensemble des travaux d'agrandissement a couté 9 millions d'euros. Le nouveau clocher culmine à 25 mètres. La structure a été agrandie et une place importante accordée à la luminosité.
La première messe paroissiale dans la nouvelle cathédrale a été célébrée par Mgr Michel Santier le 12 juillet 2015. La consécration officielle a eu lieu le 20 septembre 2015 en présence du cardinal André Vingt-Trois missionné pour l'occasion par le pape François et du ministre de l'Intérieur Bernard Cazeneuve.

Vue de la cathédrale, depuis la rue, avant la reconstruction.
L'intérieur de la nef, en construction
L'intérieur de la nef, en construction
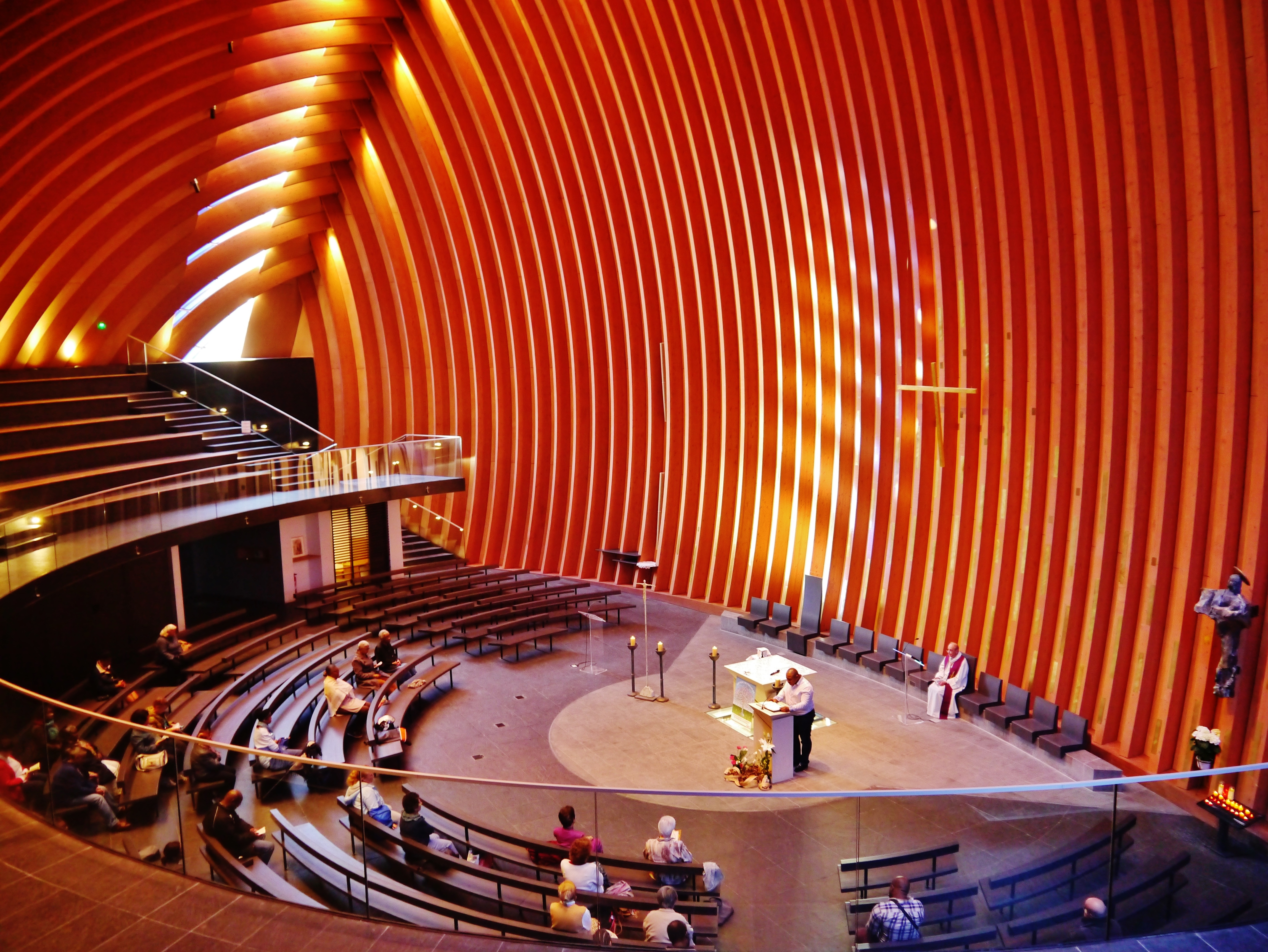
Intérieur de la cathédrale de Créteil terminée en 2017
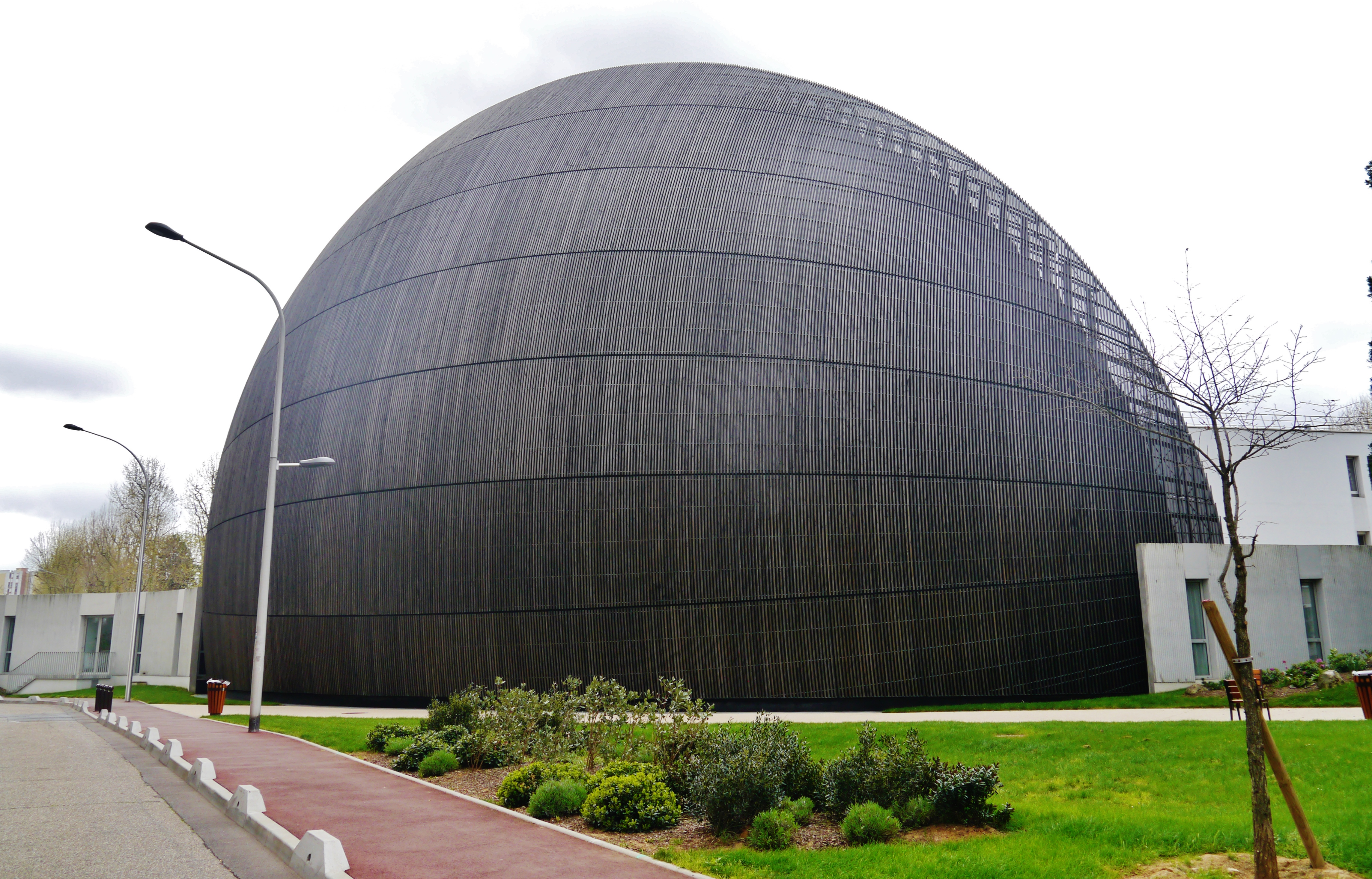
Arrière de la cathédrale.

Pendant les travaux, une « cathédrale éphémère » avait été érigée et utilisée pour les offices.

L'extérieur
L'intérieur